# Louis Pesch
Louis Pesch (11 de março de 1904 — 22 de fevereiro de 1959) foi um ciclista luxemburguês.
Competiu na prova individual e por equipes do ciclismo de estrada nos Jogos Olímpicos de 1924, disputadas na cidade de Paris, França.